# 三ツ沢下町駅

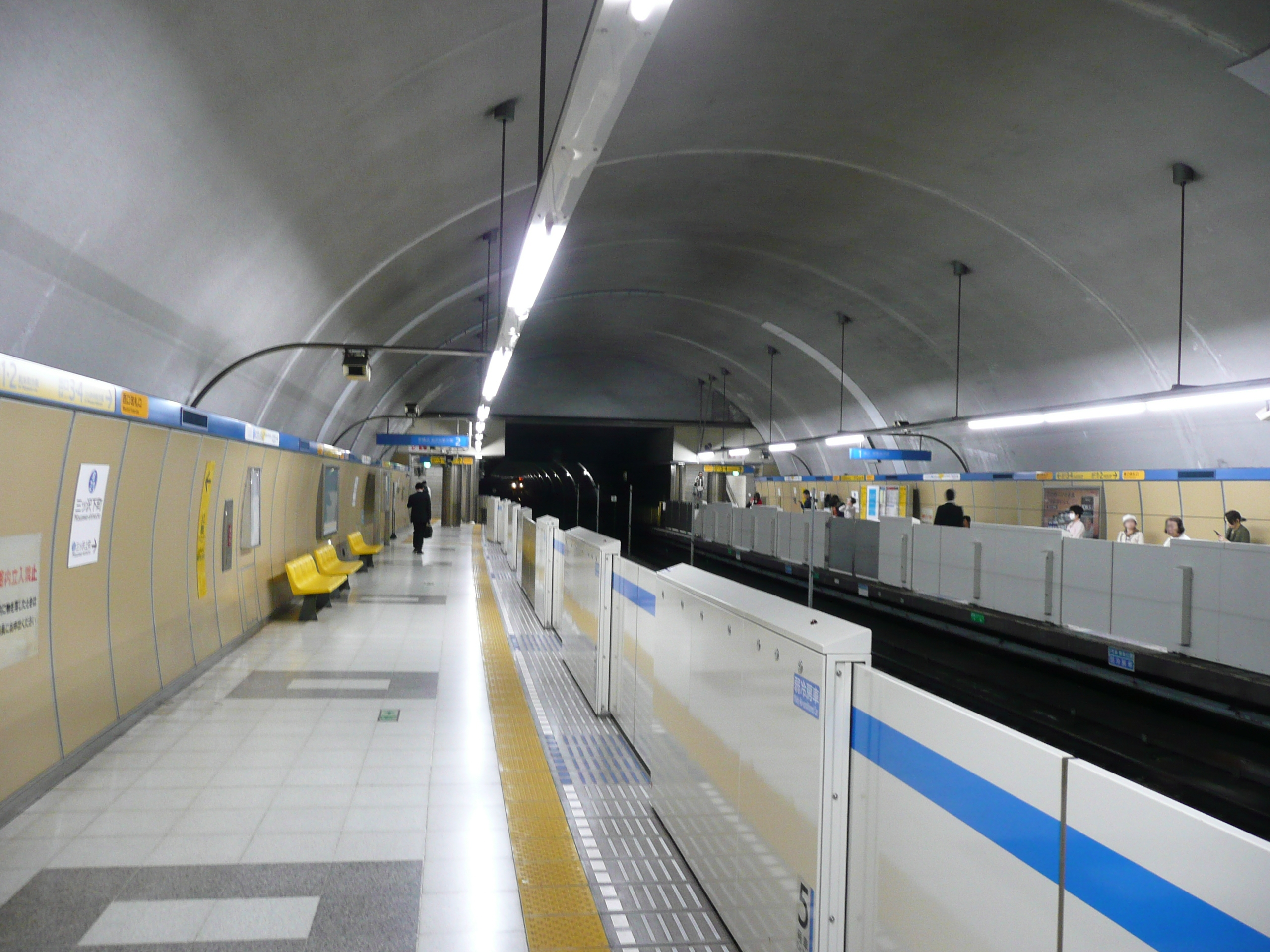
ホームからあざみ野方面を望む（2011年4月）

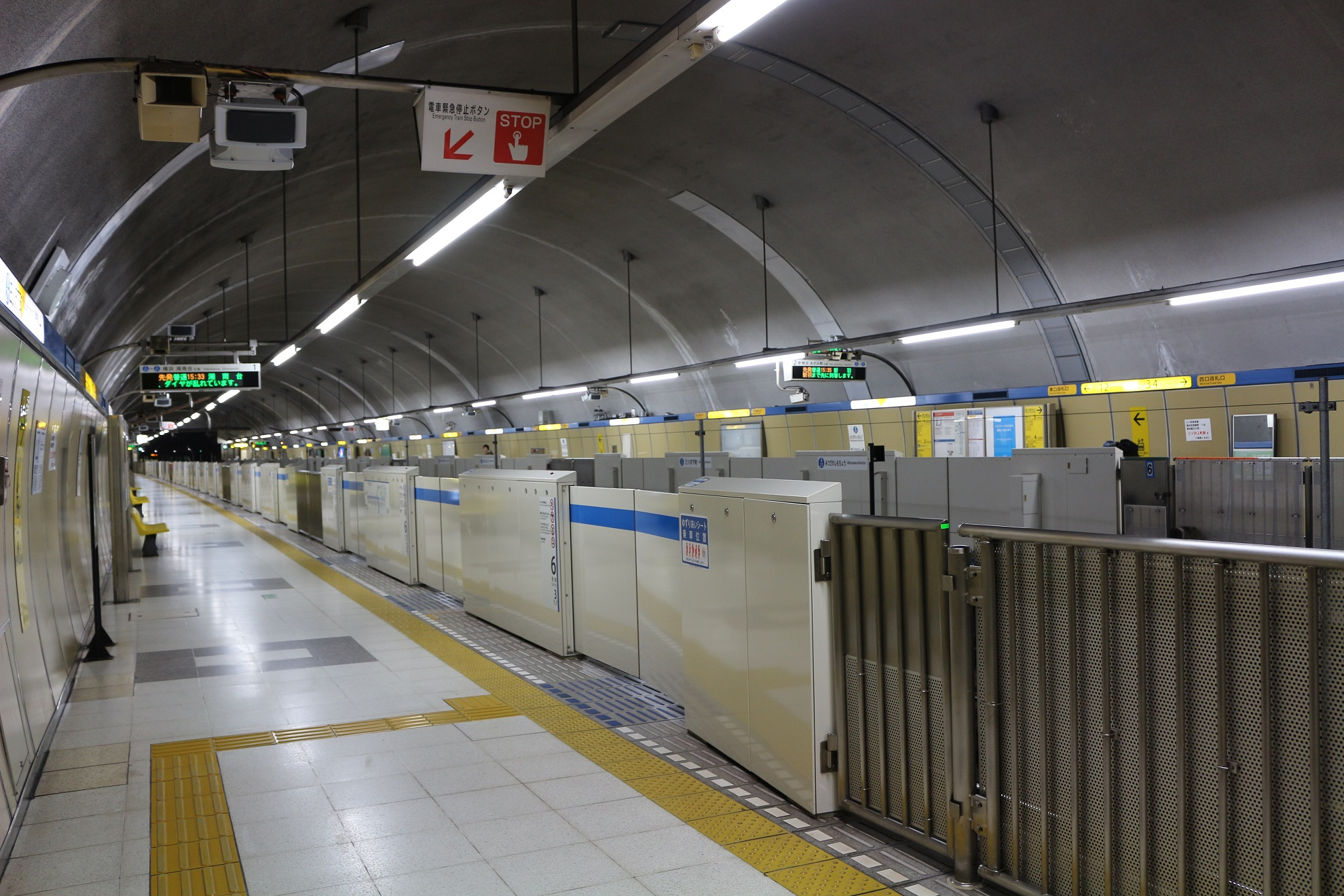
ホーム全景（2016年2月）

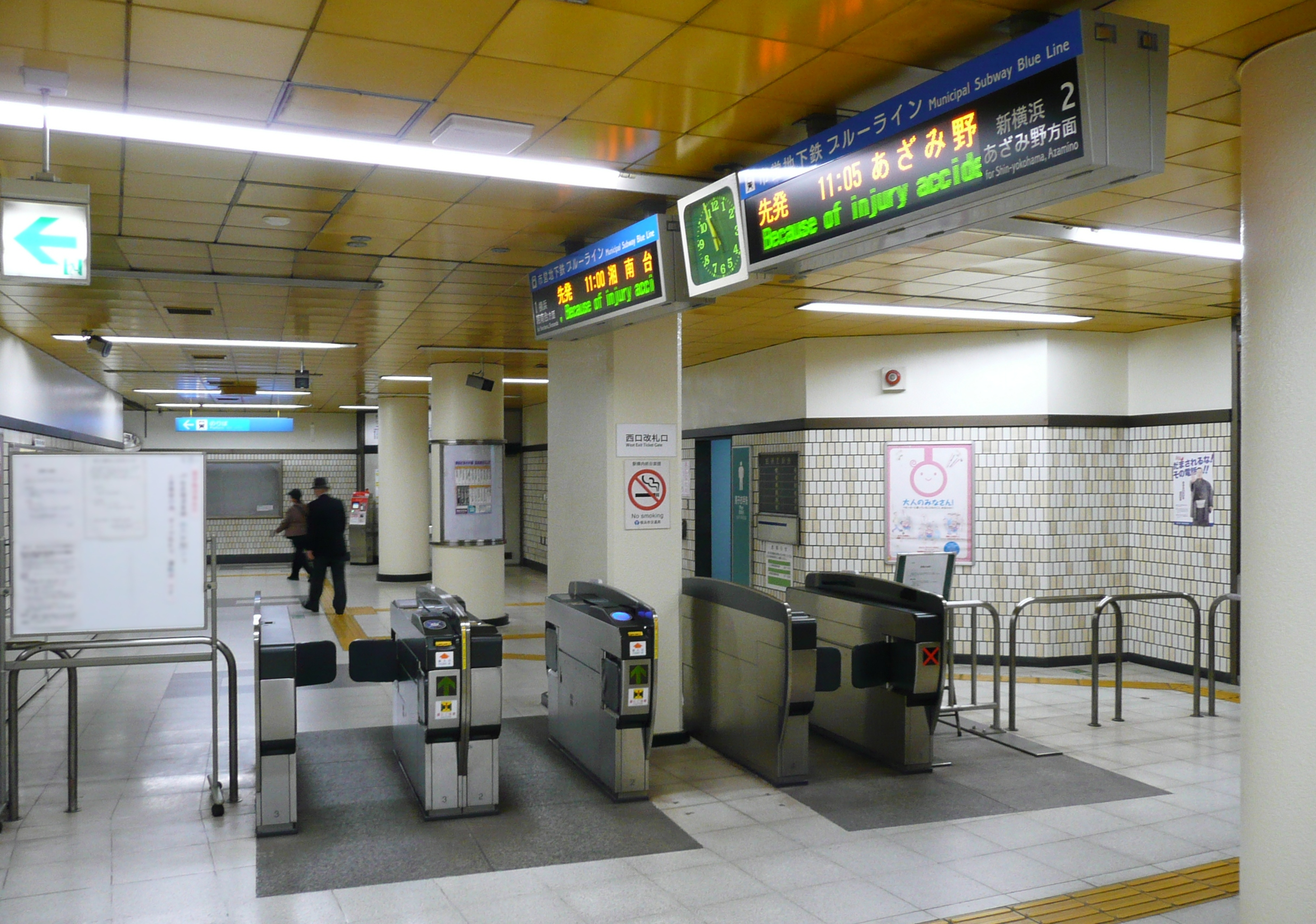
西口改札口（2011年4月）

三ッ沢下町駅（みつざわしもちょうえき）は、神奈川県横浜市神奈川区三ツ沢下町（みつざわしもまち）にある、横浜市営地下鉄ブルーライン（3号線）の駅である。駅番号はB21。

## 概要
国道1号横浜新道の島田橋バス停・三ッ沢下町駅前バス停の直下にある。周辺は戦後に開発された新興住宅地で、かつては横浜市営トロリーバスの三ッ沢下町停留所があった。
改札口は地下1階に、プラットフォームは地下5階にあり、地下鉄の三ツ沢変電所が併設されている。
国道1号には下水道の三ッ沢雨水幹線（直径4.3m）が、横浜駅 - 当駅は一部民有地の下を通るため騒音対策としてプラットホームは地下深く（地表面から軌道面まで約27m）に設置されている。
三ツ沢上町駅と同様に、開業当初はプラットフォーム上の竪坑壁面にレリーフ「貝塚」（三ツ沢貝塚がモチーフ）が設置されていたが、現在はトンネル補修のため塗りつぶされている。

## 歴史
- 1985年（昭和60年）3月14日 - 開業。
- 2002年（平成14年）7月24日 - エレベーター3基、車椅子対応トイレの増設などの工事が完成[4]。
- 2007年（平成19年）4月28日 - ホームドアの使用を開始。
- 2012年（平成24年）5月1日 - docomo Wi-Fiによる、公衆無線LANサービス開始。

### 駅名の由来
地名から採ったものだが、地名とは読み方が異なる。地名は「みつざわしもまち」と読む。

## 駅構造
相対式2面2線の地下駅である。三ツ沢上町駅と同様に極めて偏平な特殊大断面トンネルで、NATM工法を用いて建設された。外国の地下鉄を思わせるドーム型のホームが特徴である。
改札口は地下1階にあり、2006年12月から湘南台方に「東口改札口」とあざみ野方に「西口改札口」の名称が付けられた。それぞれ独立しており、コンコースなどではつながっていない。そして地下2階、3階を経て地下4階で上下線ホームへの行先が分かれ、ホームは地下5階にある。
東口改札口にはホームと改札階を結ぶエレベーターがあり、改札階と地上を結ぶエレベーターや改札内にオストメイト対応トイレなど、バリアフリー設備は整っている。一方、西口改札口には一般のトイレはあるものの、エレベーターなどはない。

### のりば
| 番線 | 路線         | 行先         |
| ---- | ------------ | ------------ |
| 1    | ブルーライン | 湘南台方面   |
| 2    | ブルーライン | あざみ野方面 |

- 上表の路線名は旅客案内上の名称（愛称）で記載している。

## 利用状況
2022年度の1日平均乗降人員は11,509人（乗車人員：5,879人、降車人員：5,630人）である。
近年の1日平均乗降・乗車人員推移は下記の通り。
| 年度               | 1日平均 乗降人員 | 1日平均 乗車人員 | 出典     |
| ------------------ | ---------------- | ---------------- | -------- |
| 1984年（昭和59年） |                  | 4,611            |          |
| 1985年（昭和60年） |                  | 3,636            |          |
| 1986年（昭和61年） |                  | 3,885            |          |
| 1987年（昭和62年） |                  | 4,166            |          |
| 1988年（昭和63年） |                  | 4,422            |          |
| 1989年（平成元年） |                  | 4,521            |          |
| 1990年（平成02年） |                  | 4,551            |          |
| 1991年（平成03年） |                  | 4,768            |          |
| 1992年（平成04年） |                  | 4,721            |          |
| 1993年（平成05年） |                  | 4,840            |          |
| 1994年（平成06年） |                  | 4,731            |          |
| 1995年（平成07年） |                  | 4,618            | [ * 1 ]  |
| 1996年（平成08年） |                  | 4,467            |          |
| 1997年（平成09年） |                  | 4,387            |          |
| 1998年（平成10年） |                  | 4,304            | [ * 2 ]  |
| 1999年（平成11年） | 8,453            | 4,315            | [ * 3 ]  |
| 2000年（平成12年） | 8,907            | 4,510            | [ * 3 ]  |
| 2001年（平成13年） | 8,964            | 4,478            | [ * 4 ]  |
| 2002年（平成14年） | 8,611            | 4,472            | [ * 5 ]  |
| 2003年（平成15年） | 8,948            | 4,589            | [ * 6 ]  |
| 2004年（平成16年） | 9,134            | 4,638            | [ * 7 ]  |
| 2005年（平成17年） | 9,233            | 4,709            | [ * 8 ]  |
| 2006年（平成18年） | 9,169            | 4,699            | [ * 9 ]  |
| 2007年（平成19年） | 9,071            | 4,748            | [ * 10 ] |
| 2008年（平成20年） | 10,973           | 5,679            | [ * 11 ] |
| 2009年（平成21年） | 11,295           | 5,817            | [ * 12 ] |
| 2010年（平成22年） | 11,212           | 5,775            | [ * 13 ] |
| 2011年（平成23年） | 11,220           | 5,760            | [ * 14 ] |
| 2012年（平成24年） | 11,473           | 5,883            | [ * 15 ] |
| 2013年（平成25年） | 11,963           | 6,132            | [ * 16 ] |
| 2014年（平成26年） | 11,783           | 6,029            | [ * 17 ] |
| 2015年（平成27年） | 12,210           | 6,242            | [ * 18 ] |
| 2016年（平成28年） | 12,317           | 6,291            | [ * 19 ] |
| 2017年（平成29年） | 12,506           | 6,384            | [ * 20 ] |
| 2018年（平成30年） | 12,614           | 6,441            | [ * 21 ] |
| 2019年（令和元年） | 12,592           | 6,435            | [ * 22 ] |
| 2020年（令和02年） | 10,050           | 5,122            |          |
| 2021年（令和03年） | 10,760           | 5,455            |          |
| 2022年（令和04年） | 11,509           | 5,879            |          |

備考
1. ↑  1985年3月14日開業。開業日から同年3月31日までの計18日間を集計したデータ。

## 駅周辺
- 国道1号（横浜新道）

### 東口改札口
- 栗田谷・松本・三ッ沢下町（ガーデン山）
- 学校法人捜真学院
  - 捜真女学校中学部・高等学部
  - 捜真小学校
- 横浜市立松本中学校
- 公団ガーデン山住宅
- 神奈川大学 横浜キャンパス
- 日本聖公会横浜聖アンデレ教会
- 松ヶ丘
- 反町駅（東急東横線、徒歩15分）
- 神奈川学園中学校・高等学校
- 観音寺
- 横浜ハリストス正教会
- 日本福音ルーテル横浜教会[8]

### 西口改札口
- 三ツ沢中町
- 三ツ沢商店街
- 横浜市営三ツ沢墓地・陽光院・妙深寺
- 三ツ沢東町
- 神大寺
- せせらぎ緑道
- 神奈川県立横浜翠嵐高等学校
- 横浜市立三ツ沢小学校
- 横浜三ツ沢郵便局
- 神奈川朝鮮中高級学校

## 路線バス
横浜市営バス・神奈川中央交通によって運行されている。
最寄りのバス停留所は、国道1号上 島田橋（東口改札口出口1・2）と三ツ沢下町駅前（西口改札口出口3・4）の2ヶ所で、路線および方向は同一である。
| 乗場      | 系統       | 主要経由地                               | 行先                                 | 運行社局 | 備考             |
| --------- | ---------- | ---------------------------------------- | ------------------------------------ | -------- | ---------------- |
| 出口 1・3 | 87 202 329 | 泉町                                     | 横浜駅西口                           | ■市営    |                  |
| 出口 1・3 | 1          | 泉町                                     | 横浜駅西口                           | ■神奈中  |                  |
| 出口 1・3 | 88         | 東横反町駅前                             | 東神奈川駅西口                       | ■市営    |                  |
| 出口 2・4 | 88         | 三ッ沢公園自由広場                       | 市民病院                             | ■市営    |                  |
| 出口 2・4 | 201        | 三ッ沢上町駅前・横浜新道・和田町・洪福寺 | 【内回り循環】横浜駅西口             | ■市営    | 平日のみ国大経由 |
| 出口 2・4 | 329        | 三ツ沢上町駅前・横浜国立大学正門前       | ■急行 国大西・【国大循環】横浜駅西口 | ■市営    | 島田橋は通過     |
| 出口 2・4 | 1          | 三ッ沢上町駅前・上星川・梅の木・鴨居町   | 中山駅                               | ■神奈中  |                  |

## 隣の駅
横浜市営地下鉄
 ブルーライン（3号線）
■快速
通過
■普通
横浜駅 (B20) - 三ツ沢下町駅 (B21) - 三ツ沢上町駅 (B22)